# Sally Yates
Sally Quillian Yates (Atlanta, 20 d'agost de 1960) és una advocada estatunidenca. Ha exercit com a fiscal i després fiscal general adjunta dels Estats Units, designada pel president Barack Obama. Va ser fiscal general interina dels Estats Units des del 20 de gener de 2017 fins al seu acomiadament pel president Donald Trump, el 30 de gener de 2017, després de la seva ordre al Departament de Justícia de no defensar en els tribunals l'Ordre Executiva 13769 de Trump relacionada amb la immigració.

## Biografia

### Primers anys i educació
Yates va néixer a Atlanta (Geòrgia), filla de J. Kelley Quillian, jutge de la Cort d'Apel·lacions de Geòrgia entre 1966 i 1984, i Xara Terrell Quillian. Va assistir a la Universitat de Geòrgia, i va rebre el títol d'advocacia el 1982. El 1986 va completar un doctorat en jurisprudència per l'Escola de Dret de la Universitat de Geòrgia. Durant els seus estudis a l'Escola de Dret, va ser editora executiva de la publicació Georgia Law Review.

### Carrera
De 1985 a 1989 va exercir com a advocada en la signatura King & Spalding a Atlanta. El 1989 va ser contractada com a assistent del fiscal Bob Barr per a l'Oficina del Fiscal dels Estats Units del Districte Nord de Geòrgia. El 1994 es va convertir en Cap de la Secció de Frau i Corrupció Pública. Va ser la fiscal principal en l'enjudiciament del terrorista cristià Eric Rudolph, que va cometre atemptats en tot el sud dels Estats Units entre 1996 i 1998, i que va matar dues persones i va ferir-ne a més de 120. Va ser ascendida a primera assistent del fiscal el 2002 i a procuradora interna el 2004.
El president Obama la va nominar per ser fiscal del Districte Nord de Geòrgia. Va ser ratificada pel Senat dels Estats Units el 10 de març de 2010. Durant el seu temps com a fiscal, va ser designada pel fiscal general, Eric Holder, per exercir com a vicepresidenta del Comitè Assessor del Fiscal General.

### Fiscal general adjunta dels Estats Units
El 13 de maig de 2015, el Senat dels Estats Units va votar 84-12 per confirmar Yates com a fiscal general adjunta dels Estats Units. En la seva audiència de confirmació en el Senat, el llavors senador Jeff Sessions va coincidir amb Yates en què un fiscal general té el deure desobeir ordres il·legals. Yates va servir per a la fiscal general Loretta Lynch, que va assumir el càrrec poc abans de la confirmació de Yates.
El 2015 va ser l'autora de la política coneguda com la «memoràndum de Yates» (en anglès, Yates Memo), que prioritza l'enjudiciament d'executius per delictes corporatius. Durant els últims dies de l'administració Obama, va supervisar la revisió de 16.000 peticions de clemència executiva, i va fer recomanacions al president.

### Fiscal general interina dels Estats Units

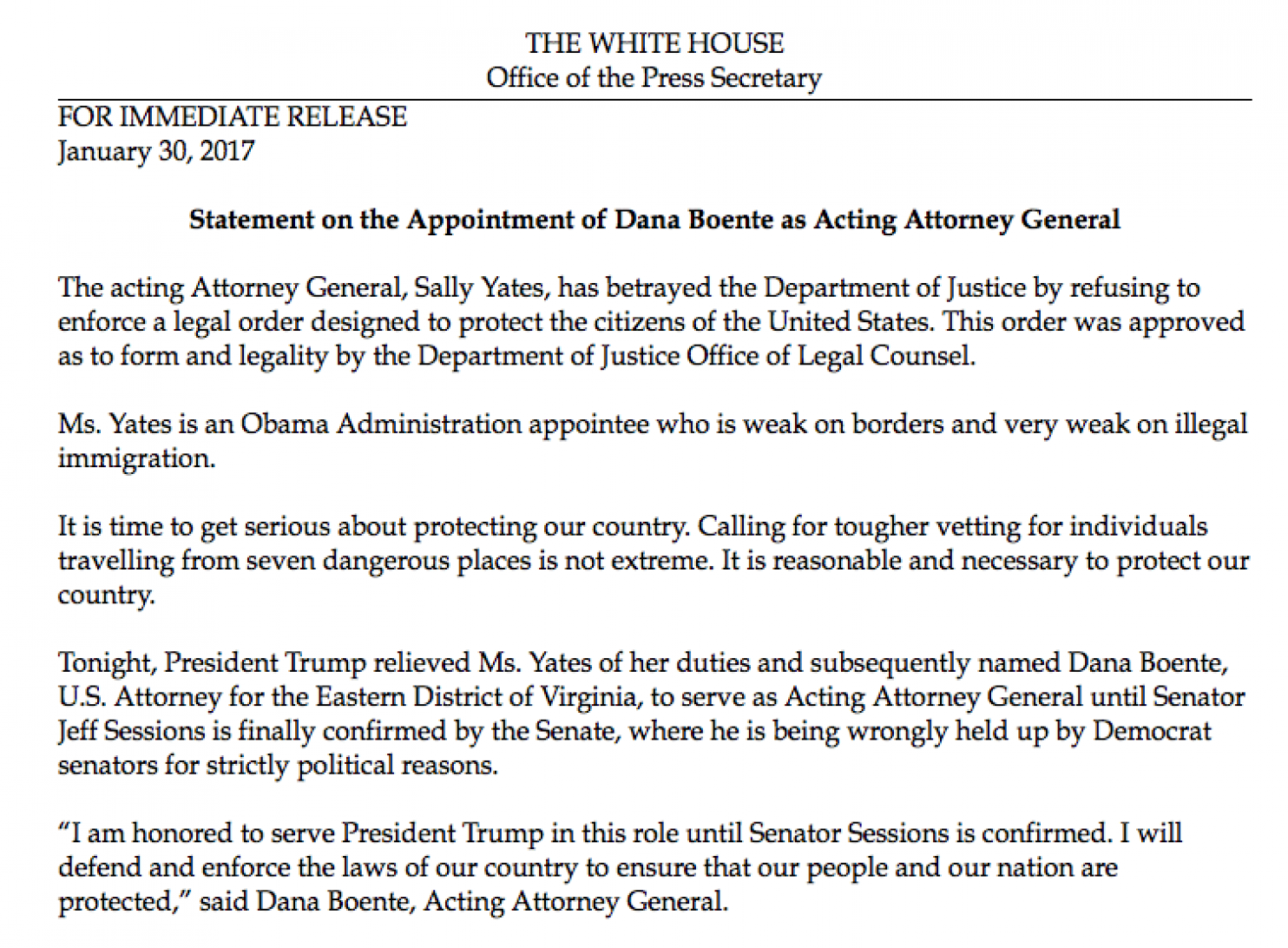
Comunicat de premsa de la Casa Blanca sobre l'acomiadament de Yates.

El gener de 2017, d'acord amb un portaveu del Departament de Justícia, Yates va acceptar una sol·licitud de l'Administració Trump perquè s'exercís com a fiscal general interina des del 20 de gener de 2017 i fins que la successora de la fiscal general Loretta Lynch pogués ser confirmada pel Senat estatunidenc.
El 30 de gener, Yates va ordenar al Departament de Justícia que no defensés en els tribunals l'Ordre Executiva 13769 titulada «Protecció de la Nació contra l'entrada de terroristes estrangers als Estats Units», explicant: «En l'actualitat, no estic convençuda que la defensa de l'ordre executiva sigui coherent amb aquestes responsabilitats, ni estic convençuda que l'ordre executiva sigui legal». En resposta a la seva decisió de no defensar l'Ordre, l'exfiscal general Eric Holder va tuitejar que confiava en el seu judici.
Més tard, a través d'una carta lliurada a mà, l'administració Trump va acomiadar Yates, reemplaçant-la per Dana Boente, el Fiscal del Districte Est de Virgínia. Un comunicat de la Casa Blanca va expressar que Yates «ha traït el Departament de Justícia en refusar acatar una ordre legal dissenyada per protegir els ciutadans dels Estats Units. Aquesta ordre havia estat aprovada pel departament legal del Departament de Justícia». Ràpidament, Trump va nomenar Dana Boente com el seu successor.
El líder de la minoria del Senat, Chuck Schumer, va qualificar les accions de Iots com «un acte valent i correcte», mentre que el republicà John Conyers va criticar la decisió d'acomiadar-la: «Si els funcionaris governamentals consideren que les directives de Trump són il·legals i inconstitucionals, simplement els acomiadarà com si el govern fos un reality show».
The New York Times i altres mitjans i comentaristes polítics van fer comparacions amb la destitució del president estatunidenc Richard Nixon del fiscal especial Archibald Cox en l'anomenada Massacre del Dissabte a la Nit. Alguns autors han anomenat la destitució de Yates com la «Massacre del Dilluns a la Nit».

### Vida personal
Yates està casada i té dos fills.